# Aplaudan en la luna
Aplaudan en la luna es el segundo álbum en vivo del dúo argentino Illya Kuryaki and the Valderramas y el primero en formato DVD. Fue lanzado el 19 de agosto de 2014 bajo el sello discográfico Sony Music.

## Historia
El material fue grabado en un concierto que el dúo hizo en el Estadio Luna Park el 28 de agosto de 2013, donde presentaron su disco Chances, además de interpretar los clásicos y éxitos de su carrera. Este también contó con la participación de invitados como Vera Spinetta y el músico brasileño Ed Motta.
Como adelanto, se lanzó el videoclip de la canción «Funky futurista», perteneciente al disco Chances.
El disco fue presentado en una avant premiere para prensa e invitados VIPs, donde se mostró la grabación del concierto e imágenes del detrás de escena de la gira.
A finales del 2014, se llevó a cabo la presentación de Aplaudan en la luna en el mismo escenario porteño, donde también se le hizo un homenaje a Gustavo Cerati.

## Nombre
El nombre del disco es un fragmento de la canción «Ula ula» debido a que, para ellos, «ese era el título para el nuevo disco» y que «otro no les quedaba». Refiriéndose a esto, Emmanuel Horvilleur dijo, a modo de chiste: 

Como ya nos aplaudieron en la Tierra, ahora pedimos que nos aplaudan en la Luna.
Emmanuel Horvilleur

## Lista de canciones
| N.º     | Título                     | Duración |  |
| 1.      | «Chaco»                    | 4:26     |  |
| 2.      | «Ula ula»                  | 4:01     |  |
| 3.      | «Jaguar House»             | 5:33     |  |
| 4.      | «Jugo»                     | 4:54     |  |
| 5.      | «Latin Geisha»             | 4:08     |  |
| 6.      | «Discovery Buda»           | 6:10     |  |
| 7.      | «Expedición al Klama Hama» | 5:49     |  |
| 8.      | «Águila amarilla»          | 4:51     |  |
| 9.      | «Adelante»                 | 5:15     |  |
| 10.     | «Funky futurista»          | 4:10     |  |
| 11.     | «Jennifer del Estero»      | 5:34     |  |
| 12.     | «Coolo»                    | 4:52     |  |
| 13.     | «Ruégame»                  | 6:25     |  |
| 14.     | «Abismo»                   | 6:12     |  |
| 15.     | «Abarajame»                | 7:29     |  |
| 1:19:49 |                            |          |  |

## Personal
Ficha técnica del álbum:
- Producción: Dante Spinetta, Emmanuel Horvilleur y Rafael Arcaute
- Todos los temas escritos y compuestos por: Emmanuel Horvilleur y Dante Spinetta
- Ingenieros de grabación: Nestór Stazzoni, Daniel Itelman y Rafael Arcaute
- Asistentes de escenario: Leo Galizia, Eduardo «Barakus» Lencenella y Pablo «Chiquitito» Lezcano
- Mezcla: Rafa Sardina en After Hours Studios, Los Ángeles
- Masterización: Gavin Lurssen y Reuben Cohen en Los Ángeles CA

## Premios
| Año  | Premio                | Categoría                 | Resultado |
| ---- | --------------------- | ------------------------- | --------- |
| 2015 | Premios Carlos Gardel | Mejor álbum grupo de rock | Nominado  |
| 2015 | Premios Carlos Gardel | Mejor DVD                 | Ganador   |